# Генерация на напречно-поляризирана вълна
Генерацията на напречно (перпендикулярно) поляризирана вълна (XPW – cross polarized wave) е нелинейно оптичен процес на честотно изродено четиривълново смесване, което може да се реализира в нелинейни среди, чиито нелинейни възприемчивости от трети ред са анизотропни. В резултат на това нелинейно-оптично взаимодействие на изхода на нелинейния кристал се генерира нова линейно поляризирана вълна на същата честота и дължина на вълната, но с поляризация, ориентирана перпендикулярно на поляризацията на входната вълна {\displaystyle \omega ^{(\perp )}~=~\omega ^{(\|)}~+~\omega ^{(\|)}~-~\omega ^{(\|)}}.
Опростена схема на устройство за генериране на напречно поляризирана вълна (НПВ) е показана на Фиг. 1. Тя съдържа пластина от кубичен кристал (дебелина 1 – 2 mm) поставен между два скръстени поляризатора. Интензитетът на генерираната НПВ има кубична зависимост от входния интензитет. Това всъщност лежи в основата на подобряването на времевия контраст на импулса и пространствен профил на снопа с помощта на този ефект. Тъй като когато се ползват кристали с кубична симетрия средата е изотропна по отношение на линейните оптични свойства (т.е. и фазовите и груповите скорости на импулсите на НПВ и ВВ съвпадат: VНПВ=VВВ и Vгр, НПВ=Vгр, ВВ) процесът се характеризира с идеален фазов и групов синхронизъм на двете ортогонално поляризирани вълни разпространяващи се по протежение на оста Z. Това свойство позволява получаването на добра ефективност на генерацията на НПВ и минимални изкривявания на формата на импулса и на спектъра.

## Описание на генерацията на напречно поляризирана вълна
Да разгледаме случая на взаимодействие на две перпендикулярно поляризирани вълни с нелинейна среда с кубична нелинейност. Уравненията, описващи самомодулацията на фазата и на амплитудата на входната вълна А и на генерацията на напречно поляризираната компонента с амплитуда B, при условие че (т.е. пренебрегвайки изтощаването на вълната, самомодулацията на фазата на вълната и възможните ефекти, породени от крос-фазовата модулация), се записват във вида:
{\displaystyle {\frac {dA}{dz}}=-i\gamma _{\|}|A|^{2}A},
{\displaystyle {\frac {dB}{dz}}=-i\gamma _{\perp }|A|^{2}A},
където {\displaystyle \gamma _{\|}} и {\displaystyle \gamma _{\perp }} са коефициенти зависещи от: а) ориентацията на кристалната пластина; б) компонентата на кубичната нелинейност {\displaystyle \chi _{xxxx}^{(3)}} и в) анизотропията на {\displaystyle \chi _{}^{(3)}} тензора.
Решенията на тази система уравнения при начални условия А(0)=А0 и B(0)=0 са:
{\displaystyle A=A_{0}e^{-i\gamma _{||}|A|^{2}L}},
{\displaystyle B=A_{0}{\frac {\gamma _{\perp }}{\gamma _{||}}}(e^{-i\gamma _{||}|A|^{2}L}-1)},
където L e дължината на кристала (нелинейната среда). В случая на непрекъсната вълна, теоретичната ефективност {\displaystyle \eta }, която е дефинирана като отношението на интензитета на ортогонално поляризираната вълна на изхода на кристала {\displaystyle I_{out}}, и на интензитета на входната вълна {\displaystyle I_{in}}, може да бъде описана с функцията {\displaystyle sin^{2}}:
(1) {\displaystyle \eta ={\frac {|B(L)|^{2}}{|A_{0}|^{2}}}={\frac {I_{out}}{I_{in}}}=4({\frac {\gamma _{\perp }}{\gamma _{||}}})^{2}\sin ^{2}(\gamma _{||}|A|^{2}L/2)}.
При малка големина на фазовата самомодулация {\displaystyle (\gamma _{\|}|A|^{2}L<<1)}
(2) {\displaystyle \eta =(\gamma _{\perp })^{2}|A|^{4}L^{2}\propto \gamma _{\perp }^{2}I_{in}^{2}L^{2}}.
Тази последна формула показва, че при неголеми {\displaystyle I_{in}} ефективността нараства квадратично спрямо входния интензитет, а при по-големите {\displaystyle I_{in}} нелинейното фазово отместване {\displaystyle \gamma _{\|}|A|^{2}L} на входната вълна възпрепятства съгласуваното (кохерентното) нарастване на ефективността на НПВ процеса по цялата дължина на образеца и внася насищане и периодичен характер на зависимостта на ефективността от входния интензитет. Използването на двукристална схема позволява да се реши този проблем.
Отчитането на времевата и пространствена форма водят до намаляване на предсказаната от уравнение (1) ефективност. Това е илюстрирано на Фиг. 2, където е дадено точното решение с отчитане на всички кубични ефекти, придружаващи генерацията на НПВ. Вижда се, че областта на приложимост на уравнение(1) е максимално до {\displaystyle \gamma _{\|}|A|^{2}L\leq 1}
Максималната експериментална ефективност, получена при схема използваща един кристал е около 12% за Гаусов времеви импулс и Гаусово пространствено разпределение на снопа. 29% ефективност може да се получи за сноп с правоъгълна форма. Експериментални резултати за ефективността на генерация на НПВ в кристала BaF2 са показани на Фиг 3.
Вижда се, че ефективността с един кристал се насища близо до 10%. С двукристална схема преобразуването се увеличава до 20 – 30%.
Ефектът на генерация на напречно поляризирана вълна се използва, както за повишаване контраста на фемтосекундни импулси, така и за регистрирация и контрол на параметрите на фемтосекундни импулси.